# Сааремаа (уезд)
Са́аремаа (эст. Saaremaa), Са́ареский уезд (эст. Saare maakond) — один из 15 уездов Эстонии, территория которого состоит из островов Сааремаа, Муху, Абрука, Вилсанди, Рухну и других более мелких островов. Центр уезда и административный центр до 1 января 2018 года — город Курессааре.
Площадь уезда — 2938,32 км². 

## Муниципалитеты
В составе уезда 3 волости: 
 Муху
 Рухну
 Сааремаа
До административно-территориальной реформы Эстонии 2017 года уезд состоял из 14 самоуправлений: 13 волостей и одного города-муниципалитета.
| №  | Волость     | Площадь, км² | Население, чел. (01.01.2015) | Плотность населения, чел/км² |
| -- | ----------- | ------------ | ---------------------------- | ---------------------------- |
| 1  | Вальяла     | 180          | 1203                         | 6,7                          |
| 2  | Кихельконна | 246          | 639                          | 2,6                          |
| 3  | Курессааре  | 15           | 13009                        | 867,3                        |
| 4  | Лаймяла     | 116          | 628                          | 5,4                          |
| 5  | Лейзи       | 348          | 1810                         | 5,2                          |
| 6  | Ляэне-Сааре | 809          | 6996                         | 8,6                          |
| 7  | Муху        | 198          | 1558                         | 7,9                          |
| 8  | Мустьяла    | 236          | 608                          | 2,6                          |
| 9  | Ориссааре   | 163          | 1712                         | 10,5                         |
| 10 | Пихтла      | 228          | 1347                         | 5,9                          |
| 11 | Пёйде       | 124          | 791                          | 6,4                          |
| 12 | Рухну       | 11,9         | 97                           | 8,2                          |
| 13 | Салме       | 115          | 1019                         | 8,9                          |
| 14 | Торгу       | 126          | 289                          | 2,3                          |

Муниципалитеты уезда Сааремаа до 2017 года:

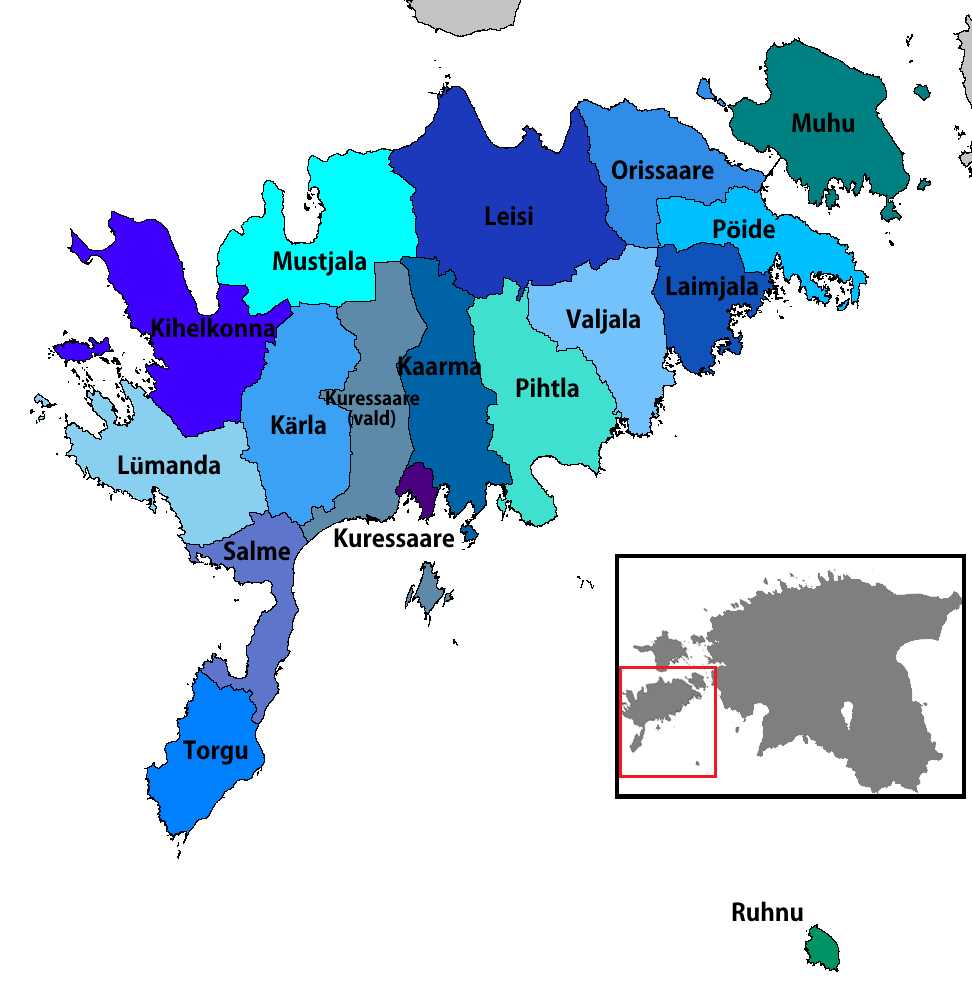
В 1992–1999 годах
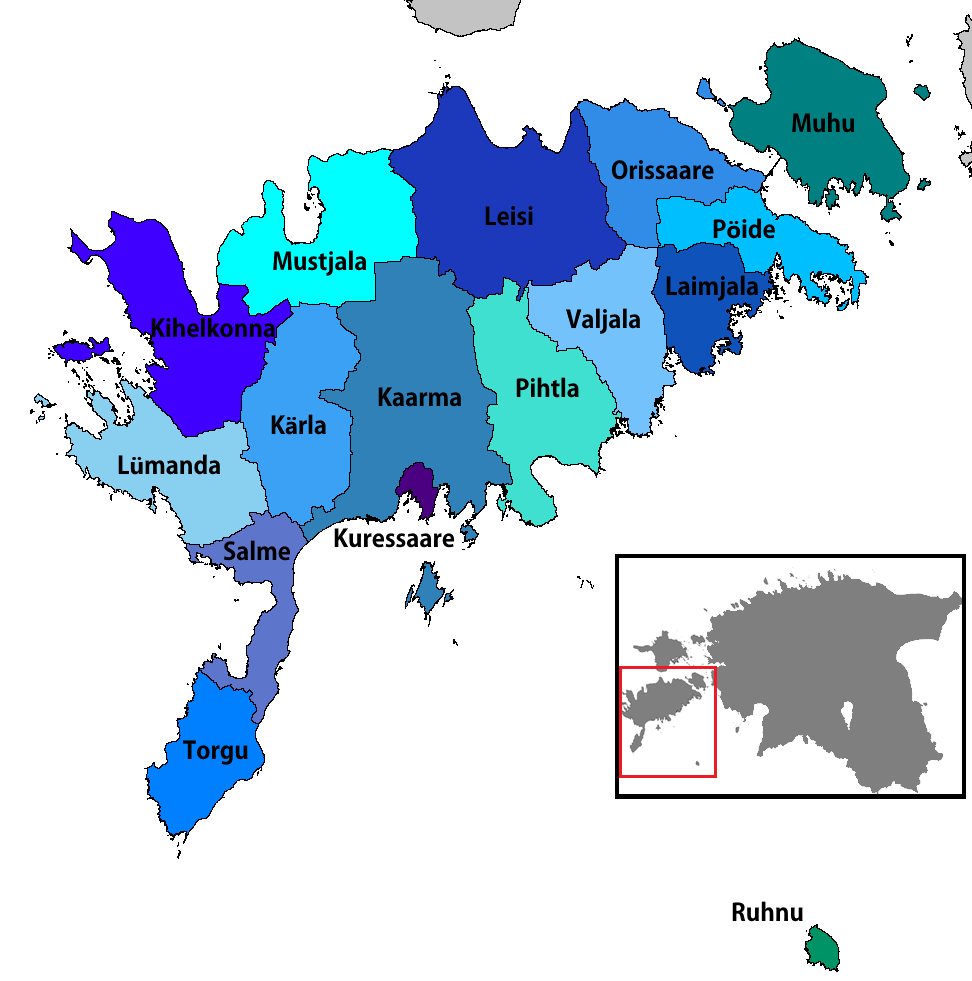
В 1999–2014 годах
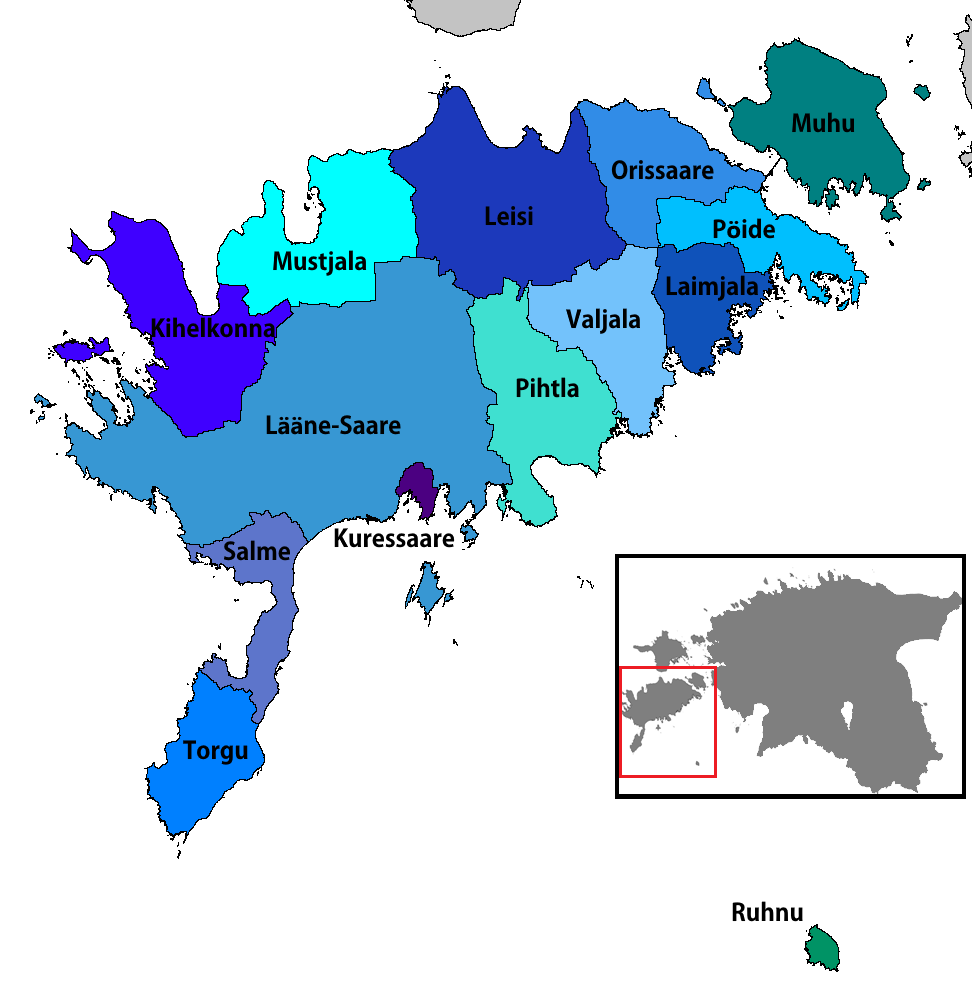
В 2014–2017 годах

## Символика
Герб уезда Сааремаа утверждён государственным старейшиной Константином Пятсом 5 февраля 1937 года.
На синем щите серебряный корабль викингов с поднятым парусом, на его борту расположены в ряд семь круглых щитов золотистого цвета. Под кораблём, у основания герба, три серебряные волнистые полосы. Корабль викингов в море символизирует некогда сильный флот островитян.
Флаг состоит из двух горизонтальных полос одинаковой ширины: верхняя полоса белого цвета, нижняя — зелёного. В центре белой полосы расположен герб Сааремаа. Соотношение ширины флага к длине составляет 7:11, стандартный размер — 105×165 см.
Герб и флаг уезда зарегистрированы 26 сентября 1996 года.

## Управление
До 2017 года включительно главой Сааремаа был уездный старейшина, исполнительным органом государственного управления — Сааремааская уездная управа, которая подчинялась министру регионального развития. С 1 января 2018 года уездные управы и, соответственно, должности старейшин уездов в Эстонии упразднены; их обязанности переданы государственным учреждениям и местным самоуправлениям. 
Органом представительной власти является уездное собрание Сааремаа.

## Население
Число жителей уезда Сааремаа на 1 января каждого года по данным Департамента статистики Эстонии, чел.:
| 2018   | 2019     | 2020     | 2021     | 2022     | 2023     | 2024     | 2025     |
| ------ | -------- | -------- | -------- | -------- | -------- | -------- | -------- |
| 33 231 | ↘ 33 108 | ↘ 33 083 | ↘ 33 032 | ↘ 31 292 | ↗ 31 939 | ↗ 32 021 | ↘ 31 804 |

## История
Во времена, когда территория современной Эстонии была частью Российской империи, остров Эзель (Сааремаа) с островом Муху и другими малыми островами образовывал Эзельский уезд Лифляндской губернии.
После Февральской революции на основании положения Временного правительства России от 30 марта 1917 года «Об автономии Эстляндии» Лифляндская губерния была разделена и Эзельский уезд вместе с четырьмя другими северными уездами Лифляндии с эстонским населением вошёл в состав Эстляндской губернии.
Во времена межвоенной независимой Эстонской республики также существовал уезд Сааремаа. В 1950 году, когда Эстония уже входила в состав СССР, вместо уезда был образован Курессаареский район Эстонской ССР, переименованный в 1952 году в Кингисеппский район.
Современный уезд Сааремаа образован после восстановления государственности Эстонии в 1991 году.

## Известные уроженцы

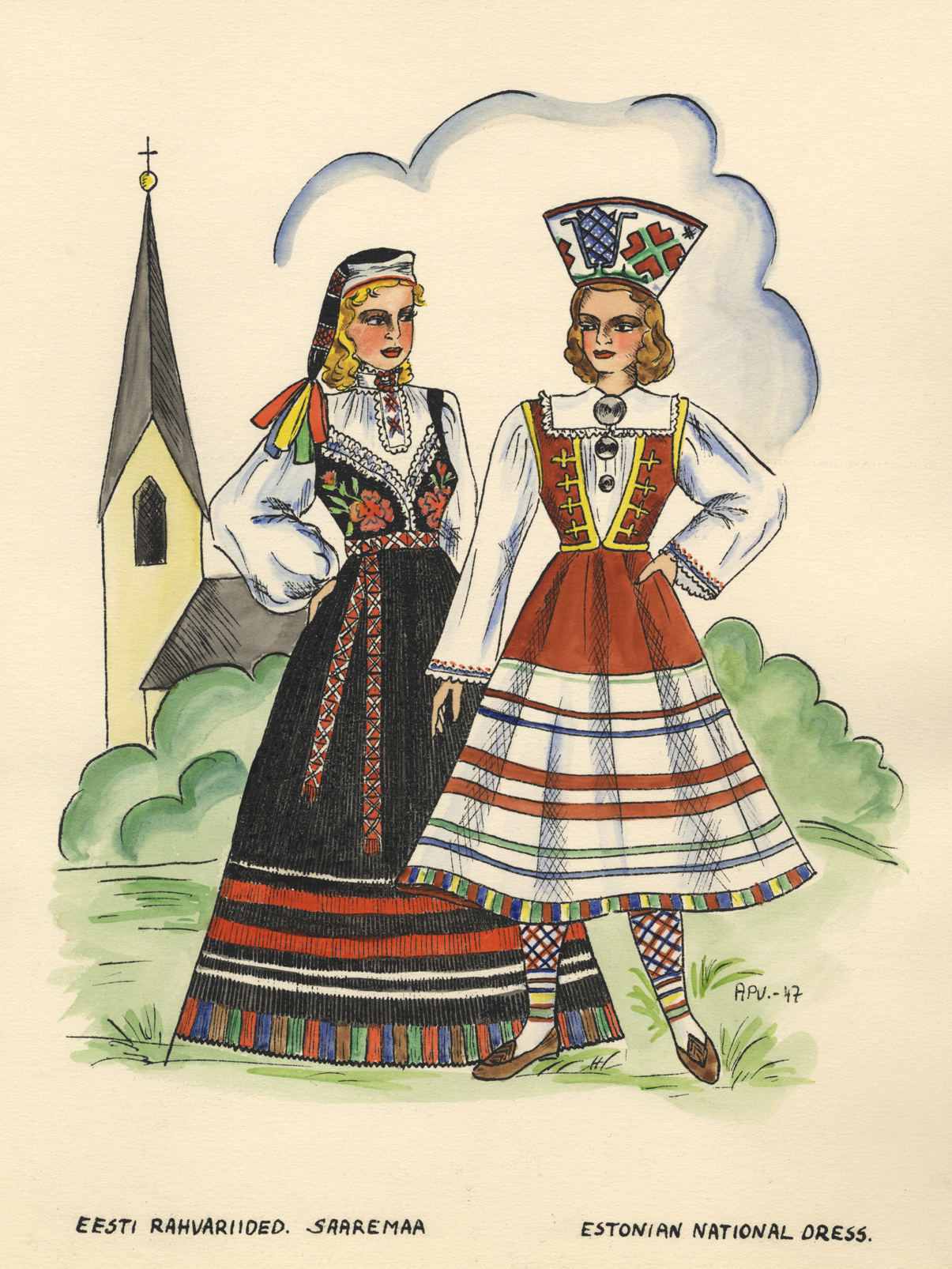
Национальные костюмы эстонок-жительниц острова Сааремаа

На территории современного уезда родились:
- Аавик, Йоханнес (1880—1973) — эстонский лингвист, реформатор эстонского языка.
- Антсон, Александер (1899—1945) — эстонский драматург, писатель, журналист, спортсмен.
- Беллинсгаузен, Фаддей Фаддеевич (1778—1852) — русский офицер и один из первооткрывателей Антарктиды, родился на мызе Лагентаге (сейчас деревня Лахетагузе) на юго-западе острова.
- Александр Востоков (1781—1864) — русский филолог, академик, введший термин «старославянский язык», родился в Курессааре.
- Моллер, Антон Васильевич фон (1764—1848) — русский адмирал, член Государственного совета, отец художника Фёдора Моллера.
- Моллер, Фёдор Антонович (1812—1875) — исторический живописец и портретист, друг Брюллова и Гоголя, его картина «Поцелуй» находится в Третьяковской Галерее, похоронен в Курессааре, тогда Аренсбург.
- Кааль, Айра (1911—1988) — эстонская советская писательница, поэтесса, журналист. Заслуженный писатель Эстонской ССР.
- Виктор Кингисепп (1888—1922) — основатель Коммунистической партии Эстонии, родился в Курессааре.
- Экеспарре, Оскар Рейнгольдович (1839—1925) — гофмейстер двора, член Государственного Совета Российской империи.
- Вальтер Флекс (1887—1917) — немецкий поэт, погиб в 1917 году у деревни Пёйде на востоке острова.
- Арнольд Рюйтель (родился 10 мая 1928) — советский и эстонский политик, бывший президент Эстонской Республики.
- Хендрик Крумм (1934—1989) — оперный певец, народный артист СССР (1980).